# Karlheinz Niclauß
Karlheinz Niclauß (* 19. Januar 1937 in Bad Godesberg; † 10. Oktober 2023) war ein deutscher Politikwissenschaftler und Zeithistoriker. Er galt als Experte für die deutsche Ausprägung der Kanzlerdemokratie und für die Entstehungsgeschichte des Bonner Grundgesetzes. Außerdem arbeitete er über das deutsche Parteiensystem und Formen der bürgernahen Demokratie.

## Leben
Karlheinz Niclauß studierte von 1956 bis 1965 Politische Wissenschaft, Geschichte, Staatsrecht und Slawistik an der Universität Bonn. 1965 wurde er mit der durch Karl Dietrich Bracher betreuten Dissertation Die Sowjetunion und Hitlers Machtergreifung zum Dr. phil. promoviert. Danach ging er für ein Jahr an das Genfer Hochschulinstitut für internationale Studien. Von 1966 bis 1970 war Niclauß Assistent am Seminar für Politische Wissenschaft der Universität Bonn. Ab 1970 erhielt er ein Habilitationsstipendium der Deutschen Forschungsgemeinschaft und habilitierte sich 1972 an der Philosophischen Fakultät der Universität Bonn mit der Studie Demokratiegründung in Westdeutschland. Er war anschließend Angestellter bei einer Bundesbehörde und nahm Gastprofessuren und Lehrstuhlvertretungen wahr. Von 1973 bis 1977 lehrte er in dieser Funktion an den Universitäten Saarbrücken, Hamburg, Berlin, Paderborn, Trier und Bochum. 1977 wurde er zum Dozenten und 1980 zum Professor für Politische Wissenschaft an der Universität Bonn ernannt. Im Jahr 1998 war er Berater des britischen Neill-Committees über The Funding of Political Parties sowie der Independent Commission on the Voting System unter der Leitung von Lord Jenkins. Im Winter 2000/2001 erhielt er ein Forschungssemester der Deutschen Forschungsgemeinschaft, bevor er im Jahre 2002 emeritiert wurde.

## Werke
Auch nach der Studie über Demokratiegründung bildete die Entstehung der Bundesrepublik und ihres Grundgesetzes einen Schwerpunkt der Arbeiten von Niclauß. 1982 behandelte er dieses Thema unter der Fragestellung Restauration oder Renaissance. Fünfzig Jahre nach den Beratungen des Parlamentarischen Rates publizierte er seine Demokratiestudie in einer neuen Fassung unter dem Titel: Der Weg zum Grundgesetz. Die zentrale These dieser Arbeit lautet, dass das Grundgesetz als ein Kompromiss zwischen zwei unterschiedlichen Demokratieauffassungen zustande kam. Die letzte Veröffentlichung von Niclauß zu diesem Themenkreis ist der Reclam-Band Das Grundgesetz.
Ein zweiter Arbeitsbereich war für Niclauß das Parteiensystem der Bundesrepublik. Hierzu legte er 1995 eine Gesamtdarstellung vor, die im Jahre 2002 in zweiter Auflage erschien.
Das dritte Arbeitsthema von Niclauß war die Kanzlerdemokratie. Hierzu publizierte er im Jahre 1988 seine erste Studie über die Regierungsführung von Konrad Adenauer bis Helmut Kohl. 2004 folgte die zweite Auflage für die Zeit von Adenauer bis Schröder und 2015 die dritte Auflage über die Regierungen von Adenauer bis Angela Merkel.
Niclauß untersuchte die Regierungstätigkeit der Bundeskanzler anhand von fünf Kriterien:
- der Durchsetzung des Kanzlerprinzips,
- der Führungsrolle des Kanzlers oder der Kanzlerin in der eigenen Partei,
- den Gegensatz zwischen Regierung und Opposition,
- die Rolle des Kanzlers, bzw. der Kanzlerin in die Außenpolitik,
- die Personalisierung und die Präsenz des Regierungschefs in den Medien.

Er legte damit eine systematische Interpretation der Kanzlerschaft vor, die den Leadership-Studien im angelsächsischen Bereich entspricht. Die Kriterien erlauben die Bewertung der Regierungsführung des erfolgreichen Regierungschefs, aber auch des Kanzlers, dem die Regierungsmacht entgleitet. „Kanzlerdemokratie“ wird damit zum analytischen Begriff und verliert seine Bedeutung als Gütesiegel für den jeweiligen Amtsinhaber. In der dritten Auflage hielt Niclauß auch die Herausbildung einer Kanzlerdemokratie in Großen Koalitionen für möglich. Für die Regierungszeit Kurt Georg Kiesingers (1966–1969) hatte er die Bezeichnung Kanzlerdemokratie noch abgelehnt. 
2019 wies Niclauß in einem Beitrag zur Frage einer Minderheitsregierung nach, dass der Parlamentarische Rat 1948/49 diese Form der Regierung bereits in Betracht zog.

## Lehr- und Forschungsgebiete
- Politisches System und Geschichte der Bundesrepublik Deutschland
- Parteien und Regierungen in westlichen Demokratien
- Russland und GUS
- Demokratietheorie

## Schriften (Auswahl)
- Die Sowjetunion und Hitlers Machtergreifung – Eine Studie über die deutsch-russischen Beziehungen der Jahre 1929 bis 1935. Bonn 1966.
- Demokratiegründung in Westdeutschland. Die Entstehung der Bundesrepublik von 1945–1949. München 1974.
- Restauration oder Renaissance der Demokratie? Die Entstehung der Bundesrepublik 1945–1949. Berlin 1982.
- Der Weg zum Grundgesetz. Demokratiegründung in Westdeutschland 1945–1949. Paderborn u. a. 1998.
- Das Grundgesetz. Stuttgart 2009 (= Reclams Universal-Bibliothek. Nr. 18647).
- Das Parteiensystem der Bundesrepublik Deutschland. Eine Einführung. Paderborn u. a. 2002 (2. Auflage).
- Kanzlerdemokratie. Bonner Regierungspraxis von Konrad Adenauer bis Helmut Kohl. Stuttgart 1988.
- Kanzlerdemokratie. Regierungsführung von Konrad Adenauer bis Angela Merkel. Wiesbaden 2015 (3. Auflage).